# Vugrovec Gornji
Vugrovec Gornji je naselje u sastavu Grada Zagreba. Nalazi se u gradskoj četvrti Sesvete.

## Stanovništvo
Prema popisu stanovništva iz 2001. godine, naselje je imalo 306 stanovnika te 103 obiteljskih kućanstava.

Prema popisu stanovništva 2011. godine naselje je imalo 357 stanovnika.
| broj stanovnika |       |       |       |       |       |       |       |       |       |       |       |       |       | 287   | 306   | 357   | 305   |
|                 | 1857. | 1869. | 1880. | 1890. | 1900. | 1910. | 1921. | 1931. | 1948. | 1953. | 1961. | 1971. | 1981. | 1991. | 2001. | 2011. | 2021. |

## Znamenitosti
Planinarski dom Nad Vugrovcem zaštićeni je spomenik kulture. Tu se nalazi i najstarija tisa u Hrvatskoj, zaštićeni spomenik prirode. Dom je otvoren vikendom i pruža ugostiteljsko planinarske usluge.